# 范光璨
范光璨（越南语：／，1865年—1932年），一作范光燦（／），號鄂亭（／），阮朝舉人、官員。

## 生平
范光璨生於1865年（接近《國朝鄉科錄》中中舉時年齡爲36歲的說法；一说1864年；《東鄂輯編》一書作1877年），慈廉縣東鄂村（今屬河內市北慈廉郡東鄂坊）人。
1897年（丁酉年）中秀才。1900年（成泰十二年），在河南場考中庚子科舉人。曾任興仁訓導，後升助佐、知縣和富壽省商佐。范光璨著述颇丰。
1932年去世。

## 著作

### 漢文
- 《幼學普通說約》[2][3]
- 《策學新選》[3]
- 《北史歷代文策》、《對賦詩記雜錄》、《國文叢記》等[3]
- 《文書》上卷、下卷[2]
- 《道德論》：《南風》雜誌漢文版1919年第29期[2]
- 《振整商場問題》：《南風》雜誌漢文版1920年第31期、36期[2]

### 越南文
- 《南諺摘錦》[2]
- 《棋博賦》（Bài phú cờ bạc），登於《南風》雜誌和楊廣涵《國文摘豔》[2]